# Funghi carnivori
I funghi carnivori sono quei funghi che ottengono la maggior parte del proprio nutrimento tramite la digestione di altri organismi di piccole dimensioni, previa cattura di questi ultimi.
Finora sono state descritte oltre 200 specie di funghi carnivori, ascritte a vari phyla (Ascomycota, Basidiomycota, Mucoromycotina): ciò significa che non si tratta di una caratteristica evoluta da una specifica famiglia di funghi, quanto piuttosto di un sorprendente caso di convergenza evolutiva. Sebbene vi siano anche altri funghi classificabili come carnivori, in quanto si nutrano di tessuti animali viventi (pelle, unghie, peli, capelli, scaglie e piume), si preferisce appellarli dermatofiti piuttosto che carnivori, così come non vengono definiti carnivori i funghi che infettano gli insetti (es. Cordyceps e Laboulbeniales): essi, infatti, non predano attivamente né passivamente le proprie vittime, ma attecchiscono casualmente su di loro. Essi vivono infatti nel suolo, dove allungano le proprie ife in profondità: essi possono catturare le proprie prede in vari modi:
- tramite una sorta di cappio, il quale si stringe attorno a qualsiasi organismo vi passi attraverso, sia esso un organismo unicellulare (amebe e protisti) che pluricellulare (nematodi[3] e collemboli);
- tramite una sostanza vischiosa che invischia gli animali che vi vengano a contatto;
- tramite tossine secrete dalle ife, che stordiscono gli animali nei paraggi;

Dopo aver neutralizzato la preda, il fungo la digerisce e se ne nutre.